# Майнборн
Майнборн (нім. Meinborn) — громада в Німеччині, розташована в землі Рейнланд-Пфальц. Входить до складу району Нойвід. Складова частина об'єднання громад Ренгсдорф.
Площа — 4,39 км2. Населення становить 515 ос. (станом на 31 грудня 2020).